# Alberta Mennega
Alberta Maria Wilhelmina Mennega (Nijmegen, 14 augustus 1912 - Doorn, 20 december 2009) was een Nederlandse plantkundige, gespecialiseerd in de houtanatomie.
Volgens de IK heeft zij zo'n dozijn nieuwe botanische namen gepubliceerd, waarvan de eerste in haar studietijd, Roupala pullei Mennega (1933).
Na de oorlog kreeg zij in 1946 een aanstelling aan de Rijksuniversiteit Utrecht. In de tijd van wederopbouw was het hout uit Suriname belangrijk en daarmee kennis over de anatomie van die houtsoorten, mogelijk ook voor de herkenning in het veld. Uiteindelijk resulteerde dit in het Bomenboek voor Suriname (1963).
Mennega ging met pensioen in 1977 maar zette haar werkzaamheden in de houtanatomie voort. In 2006, bij haar zestigjarig jubileum, haalde ze daarmee de voorkant van de Volkskrant en in 2007 werd ze Ridder in de Orde van Oranje-Nassau.